# Anders Søgaard
Anders Søgaard (født 16. september 1981 i Odense) er en dansk digter, forfatter, forsker og musiker.
Søgaard uddannet fra Forfatterskolen 2002.
Han fik en bachelor i lingvistik i 2003 (Københavns Universitet), cand.ling.merc i datalingvistik i 2004 (CBS), ph.d. i sprogteknologi i 2007 og Dr. Phil. (2014) (Københavns Universitet). 
Søgaard har været seniorforsker ved Universität Potsdam i 2008 og lektor ved Center for Sprogteknologi, Københavns Universitet fra 2009. 
I 2015 flyttede han sin forskningsgruppe fra Center for Sprogteknologi til Datalogisk Institut på samme universitet og holdt tiltrædelsesforelæsning som professor der den 4. maj 2018.
Søgaard er modtager af Elite Research Scholarship 2006 og var indvalgt i Det Unge Akademi 2011-2016.
Soloprojektet Friends of Mary Anning skrev kontrakt med Iwave Records i 2006.[kilde mangler]
Fra tid til anden ses Søgaard som ekspert i sprogteknologi i danske medier.
I 2022 udgav han en bog om kunstig intelligens.

## Udgivelser

### Skønlitteratur
- Digte 1, Gyldendal, 2001 (Digte)
- Tasseografier, Gyldendal, 2002 (Digte)
- Fodnoter til en ung mands indre husholdning, Gyldendal, 2003 (Roman)
- Anders Søgaard (2019), Landskabsdigternes klub, Forlaget Gladiator, ISBN 978-87-93658-24-0, Wikidata  Q102324139  (Digte)
- Anders Søgaard (28. april 2022), Hus uden fundament, Forlaget Kronstork, ISBN 978-87-93206-81-6, Wikidata  Q111827247  (Roman)

### Faglitteratur
- Anders Søgaard (maj 2013), Semi-Supervised Learning and Domain Adaptation in Natural Language Processing, Synthesis Lectures on Human Language Technologies, Morgan & Claypool Publishers, doi:10.2200/S00497ED1V01Y201304HLT021, ISBN 978-1-60845-985-8, OL 37160283M, Wikidata  Q102315145
- Anders Søgaard; Yoav Goldberg (august 2016), Deep multi-task learning with low level tasks supervised at lower layers, s. 231-235, doi:10.18653/V1/P16-2038, Wikidata  Q58011160

Derudover mange andre artikler.